# Taxi di Londra

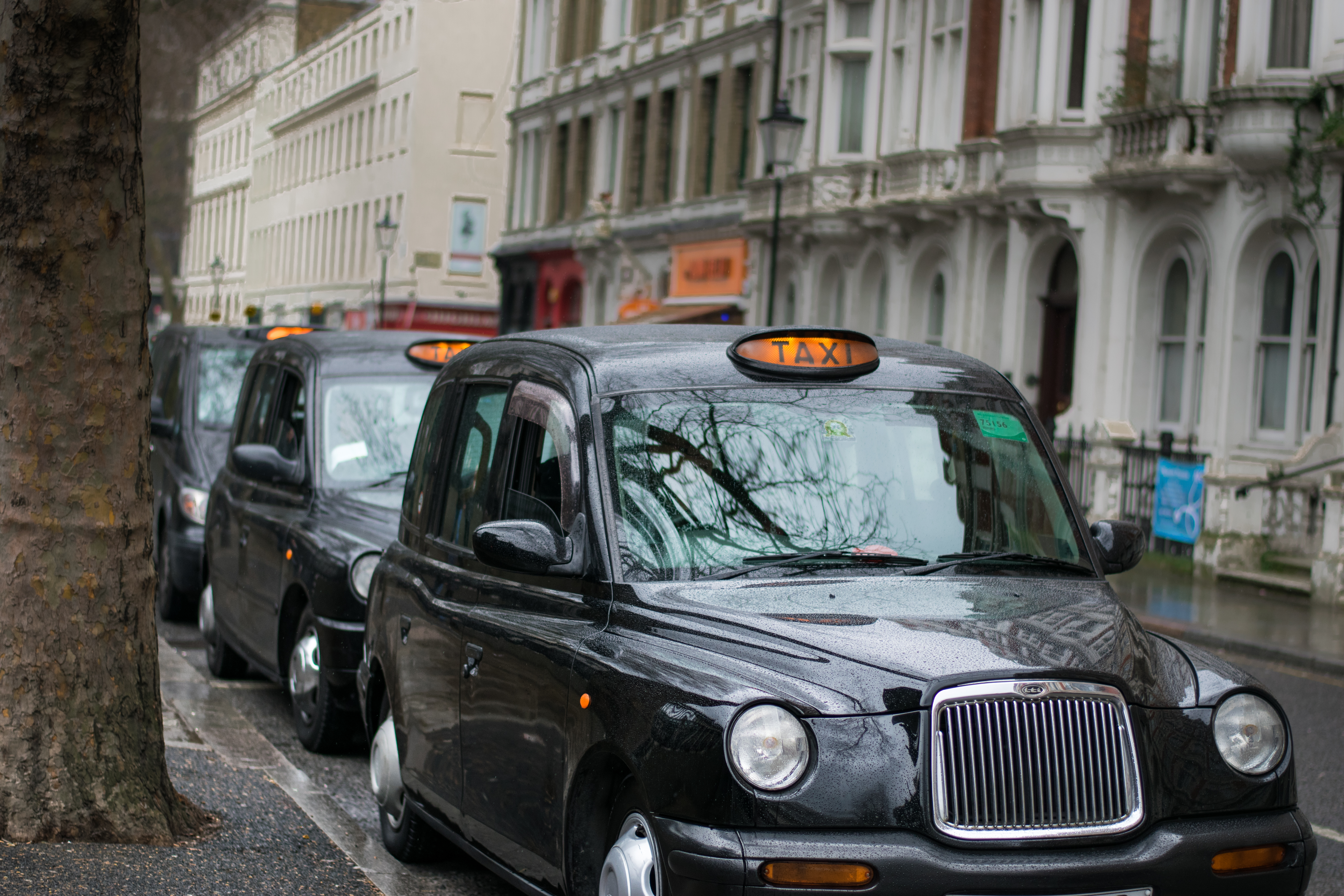
I famosi taxi neri di Londra.

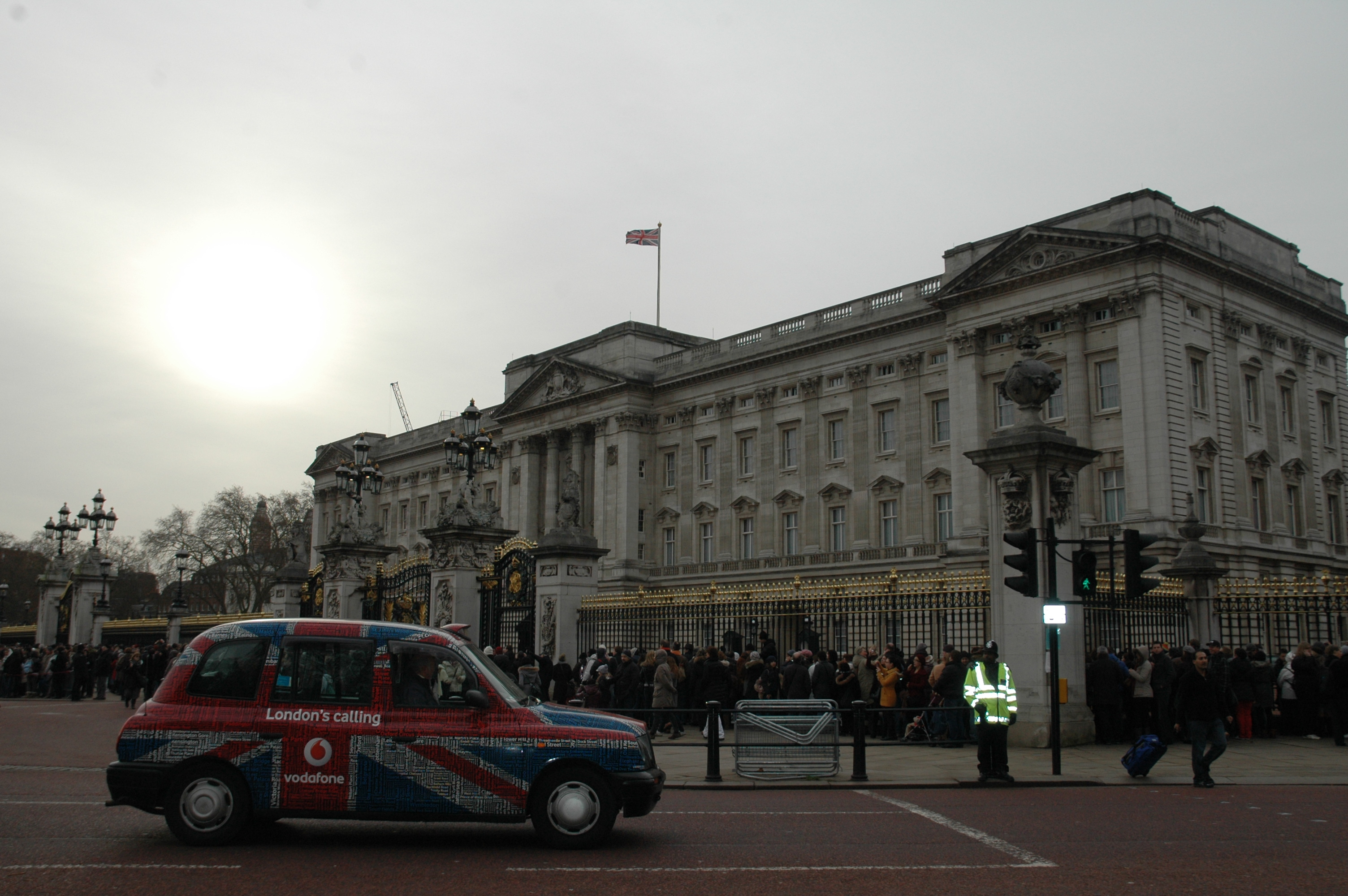
Taxi di Londra con Union Jack davanti a Buckingham Palace

I taxi di Londra sono famosi in tutto il mondo per essere stati mostrati in innumerevoli occasioni da cinema e televisione. La loro attività è rigorosamente controllata sia per quanto riguarda l'integrità meccanica del veicolo che quella fisica e mentale del conducente. Un rapporto ufficiale osservava: "Poco si sa della regolamentazione rigorosa del settore al di fuori degli addetti ai lavori". Il Public Carriage Office che regolamentava l'attività dei taxi e rilasciava le licenze, venne trasferito dalla Metropolitan Police al Transport for London nel 2000.

## Tipi di taxi

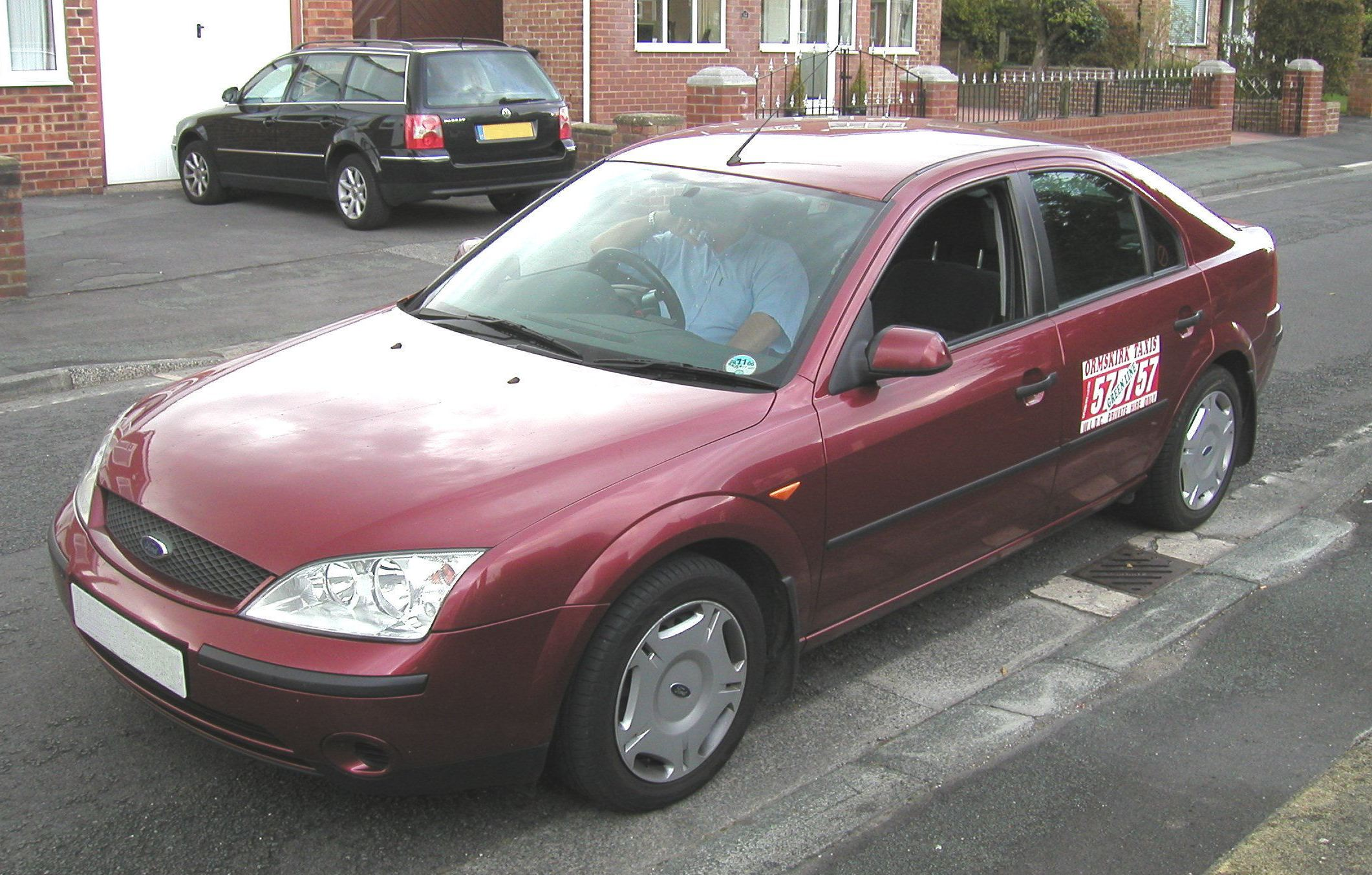
Minicab con il nome della Compagnia ed il numero di telefono su entrambi i lati.

- Taxi, Hackney carriage ('Black cabs') possono essere fermati per strada o presi presso i vari parcheggi a loro dedicati.
- Taxi pictionary: sono veicoli per il trasporto passeggeri che possono essere a quattro porte per ospitare fino a quattro passeggeri o veicoli multiuso che possono caricare da 5 a 8 passeggeri. Questi non possono essere fermati per strada ma debbono essere precedentemente prenotati. 
  - Chauffeur car, sono dei noleggi con autista di vetture normalmente di elevato valore come Mercedes o Jaguar il cui costo di noleggio è molto elevato ma il cliente può fruire di un servizio particolarmente curato e di rappresentanza. Spesso l'autista è vestito in livrea o uniforme.

### Taxi (Hackney carriage o 'Black cab')
Soltanto veicoli muniti di apposita licenza possono prelevare passeggeri sulle strade. I London's Black cabs sono particolarmente famosi per la loro particolare accuratezza meccanica e per la specializzazione che debbono dimostrare i loro autisti per ottenere la licenza di esercizio. Contrariamente a quanto accade nelle altre città, a Londra il numero dei taxi non è limitato e la loro reperibilità è abbastanza facile. Studi medici hanno dimostrato che gli autisti dei taxi di Londra hanno un ippocampo particolarmente sviluppato, una regione del cervello dove, fra le altre cose, vengono immagazzinate le informazioni sulla localizzazione dei luoghi.

### Taxi privati ('Minicabs')
Nel Regno Unito il termine minicab è usato per riferirsi ad un servizio di trasporto pubblico non di linea. Esso è un veicolo con autista noleggiabile in anticipo e non accessibile presso i parcheggi dei taxi e non autorizzato a far salire passeggeri presi sulla strada. Essi cominciarono ad operare alla metà degli anni sessanta in concorrenza con i taxi. Un minicab deve essere prenotato, ad esempio per telefono, su internet o di persona all'ufficio dell'operatore. Esso può essere prenotato per una determinata ora ma soltanto presso una compagnia autorizzata e non direttamente con l'autista.

### Storia

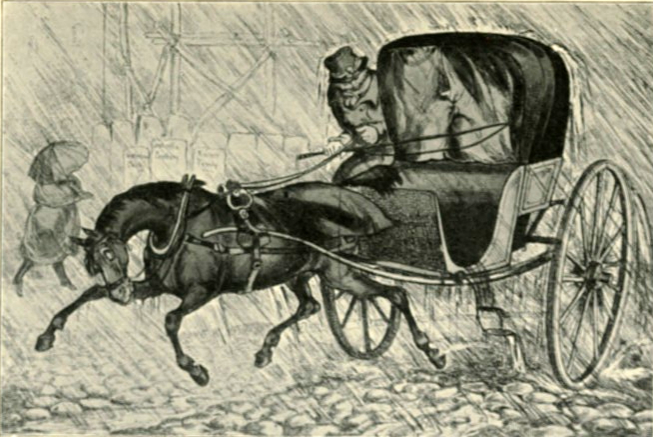
Un cab londinese del 1823.

Gli hackney carriage trainati dai cavalli, iniziarono il loro servizio a Londra nei primi anni del XVII secolo. Nel 1636, il numero delle carrozze venne fissato a 50 - un primo esempio di regolamentazione dei taxi. Nello stesso anno, i proprietari di 4 hackney carriage realizzarono il primo parcheggio a The Strand. Nei primi anni del XIX secolo, le carrozze scoperte (Cabriolet) sostituirono le pesanti carrozze. Alla fine del XIX secolo apparvero dei taxi azionati da batterie ma nel 1903 vennero realizzati i primi taxi azionati da motori a scoppio. Nel 1907 venne poi introdotto il tassametro per calcolare il costo della corsa che costava 8 scellini per il primo miglio. Oggi il servizio dei taxi a Londra è realizzato dai famosi black cabs (la elegante FX4 e le successive TX) e dai minicabs.

### Conoscenza
L'autista del taxi deve essere in grado di decidere quale strada scegliere in funzione del luogo di destinazione o delle condizioni del traffico, ma non deve fermarsi a consultare una mappa, ricorrere al navigatore satellitare o consultare per radio la propria centrale. Conseguentemente lo Knowledge of London Examination System, informalmente noto come The Knowledge, è il profondo studio delle strade di Londra e dei suoi luoghi di interesse che l'autista di taxi deve conoscere per ottenere la licenza ad operare con un black cab. Questo sistema è stato messo in atto nel 1865, ed è cambiato da poco.
Questo è l'esame più duro al quale sia sottoposto un autista di taxi, ha la durata di circa 34 mesi e viene superato soltanto dopo una media di 12 tentativi.

#### Dettagli delle rotte
Le 320 rotte principali, attraverso la central London, del the Knowledge sono contenute nel Blue Book (ufficialmente noto come Guide to Learning the Knowledge of London), edito dal Public Carriage Office, che regola la concessione delle licenze di taxi a Londra. Esso contiene tutte le circa 25.000 strade comprese in un raggio di 9 km da Charing Cross oltre che le maggiori vie di comunicazione al di fuori di questa zona centrale.
Un autista di taxi deve imparare ciò oltre che tutti i luoghi di interesse comprese strade, piazze, club, ospedali, alberghi, teatri, cinema, palazzi governativi e storici, monumenti, stazioni, ambasciate ecc.
The Knowledge comprende dettagli come l'ordine dei teatri su Shaftesbury Avenue, o i nomi, in ordine, delle strade che si incrociano su una determinata strada e la localizzazione dei semafori.
Vi sono poi delle scorciatoie per raggiungere i sobborghi di Londra comprendenti da 30 a 50 rotte a seconda dei settori della città.

#### "Knowledge boys"

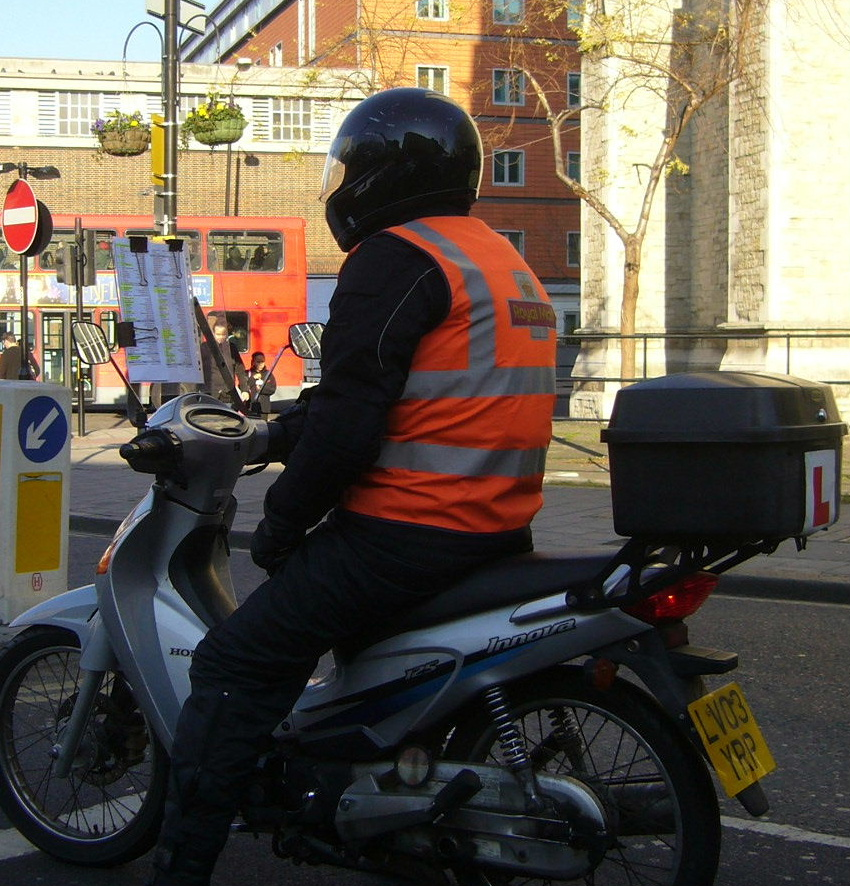
"Knowledge boy"

Durante l'apprendimento ci si esercita girando per le strade su di uno scooter individuabile per la tabella con l'elenco delle strade da imparare quel giorno. Gli aspiranti taxisti debbono avere un buon carattere ed esenti da problemi legali anche lievi, quindi devono prima passare un esame scritto.
Dopo aver superato questa prova debbono poter, senza consultare una mappa, identificare il più veloce tragitto tra due punti del centro di Londra scelti dagli esaminatori. Per ognuno di essi debbono poi citare il nome delle strade attraversate, quando attraversano un incrocio, quando incontrano una rotatoria, quando svoltano e ciò che si trova lungo il percorso

### Produttori ed evoluzione della flotta
Non sempre i taxi londinesi sono stati di produzione nazionale, né sono stati prodotti da zero appositamente per il trasporto pubblico. Nel 1906 la nascente "General Cab Company" importò a Londra 500 Renault. Oltre a questi, venivano proposte le cosiddette versioni "commerciali" della Bearmore e Morris. I regolamenti e le restrizioni imposte dal Comune convinsero - già allora - il direttore delle vendite del salone Mann and Overton, Will Overton, a proporre a Herbert Austin una modifica della carrozzeria e del telaio del modello 12/4. Con tale modello, Overton e la Austin si assicurarono il monopolio di fatto del settore. Nel 1934 fu introdotto il Low Loader.
Nel dopoguerra, Austin continuò a fornire i motori ed il telaio, mentre la carrozzeria - disegnata da Jim Stanfield della Austin, veniva assemblata e montata altrove.
Dal 1948 l'azienda che fabbricava i taxi era quindi la Carbodies in partnership con la Mann & Overton e l'Austin. Il primo modello fu l'Austin FX3, prodotto in oltre 7.000 esemplari. Successivamente l'intera produzione fu presa in carico dalla Carbodies nel 1958, a partire dal modello Austin FX4. Un nuovo cambio avvenne nel 1973, quando la produzione passò alla ditta Mangnese Bronze, mentre nel 1982 la Carbodies acquisì i diritti di produzione dell'FX4 dalla British Leyland (che aveva incorporato l'Austin). I nuovi FX4 si chiamarono LTI Fairway. Innumerevoli furono le versioni del modello.
Diversi furono anche i motori. Ad esempio, al momento dell'introduzione del Fairway, il motore fu il Nissan TD27 turbo diesel da 2664 cc. Nel 1997 fu introdotto il TX1, nel 2002 il TXII, spinto dal motore Ford Duratorq 2.4 diesel. Tutti i taxi hanno un sistema per accogliere le sedie a rotelle. Nel 2006 viene introdotto il TX4, spinto dal motore italiano VM R 425 DOHC.
Il principale concorrente della serie TX era il Metrocab prodotto dal 1987 fino al 2006.
La Mangnese Bronze di Coventry, acquistata nel 2012 dalla cinese Geely Automobile, proprietaria anche di Volvo, era in notevoli difficoltà finanziarie. Si ipotizzava che nel futuro i taxi dovranno essere presi, sia pure con i necessari adattamenti compiuti anche in fabbrica, dalla produzione di serie, come avviene nel resto del mondo.
Altri produttori, negli anni, hanno fornito taxi agli autisti londinesi. Fra questi, la Beardmore con l'MK7 Paramount (650 unità), il Winchester (interamente il plastica, per circa 50 unità), il Metrocab (prodotto fino al 2016) ed altri.
Oltre all'Austin FX4, viene realizzata appositamente da Mercedes-Benz una versione specifica del Vito/Viano denominata Vito Taxi, che dispone di un divisorio tra la cabina e il vano passeggeri, ha sette posti (di cui sei nel retro e uno, isolato, davanti) e dispone di un raggio di sterzata analogo a quello del taxi tradizionale.
Nel 2017 parte la produzione del LEVC TX prodotto dalla neonata azienda LEVC fondata da Geely dopo aver acquisito il ramo produttivo dalla Manganese Bronze, erede della serie FX introdotta dall’Austin e della serie TX della LTI. Il nuovo TX è un black cab di tipo ibrido range extended con motore elettrico e uno termico alimentato a benzina di origine Volvo che funge da generatore per ricaricare le batterie.
Alcuni anni prima venne presentato anche il nuovo Metrocab di tipo ibrido ricaricabile progettato dalla Ecotive in collaborazione con Frazer Nash e destinato in futuro ad entrare in produzione.